# Heinrichswil

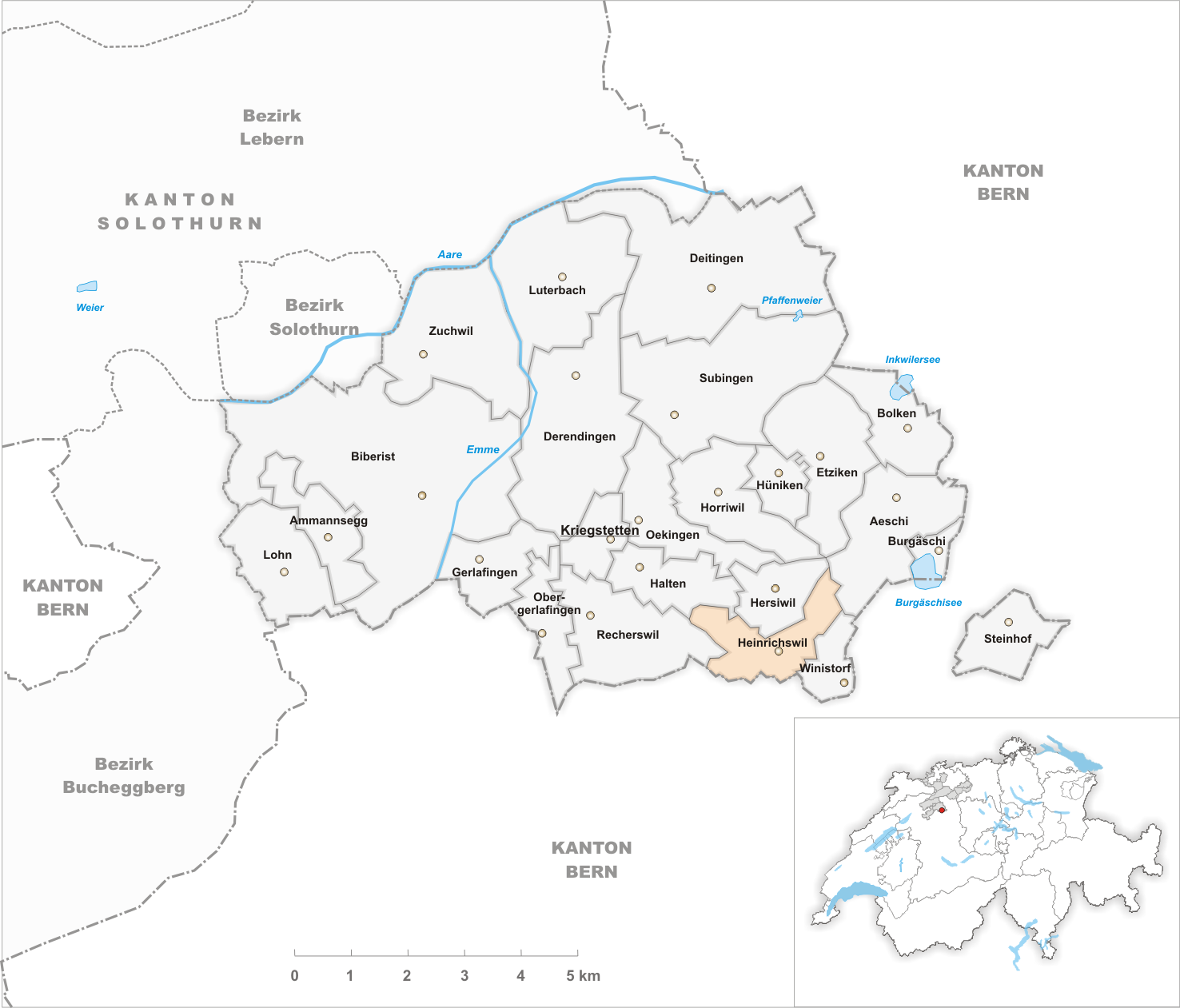
Gemeindestand vor der Fusion am 1. Januar 1993

Heinrichswil war eine selbständige politische Gemeinde im Bezirk Wasseramt, Kanton Solothurn, Schweiz. 1993 fusionierte Heinrichswil mit der ehemaligen Gemeinde Winistorf zur Gemeinde Heinrichswil-Winistorf.